# Reinaldo Cherubini
Reinaldo Cherubini (? —?) foi um político brasileiro.
Foi eleito, em 3 de outubro de 1962, deputado estadual, pelo PSD, para a 41ª Legislatura da Assembleia Legislativa do Rio Grande do Sul, de 1963 a 1967.
Foi prefeito de Nova Prata. Devido a sua importância para a cidade, foi criada em sua homenagem a Escola Estadual Reinaldo Cherubini.